# معاد (اسم)
معاد هو اسم علم مذكر من أصل عربي، ومعناه هو اسم مكانا لمرجع المصير، قال تعالى: ﴿إن الذي فرض عليك القرآن لرادك إلى معادٍ﴾ [القصص من الآية 85] ومعاد في الآية مكة المكرمة، فمعاد من أسماء مكة.

## وصلات خارجية
- موسوعة السلطان قابوس لأسماء العرب